# Michael York (skådespelare)

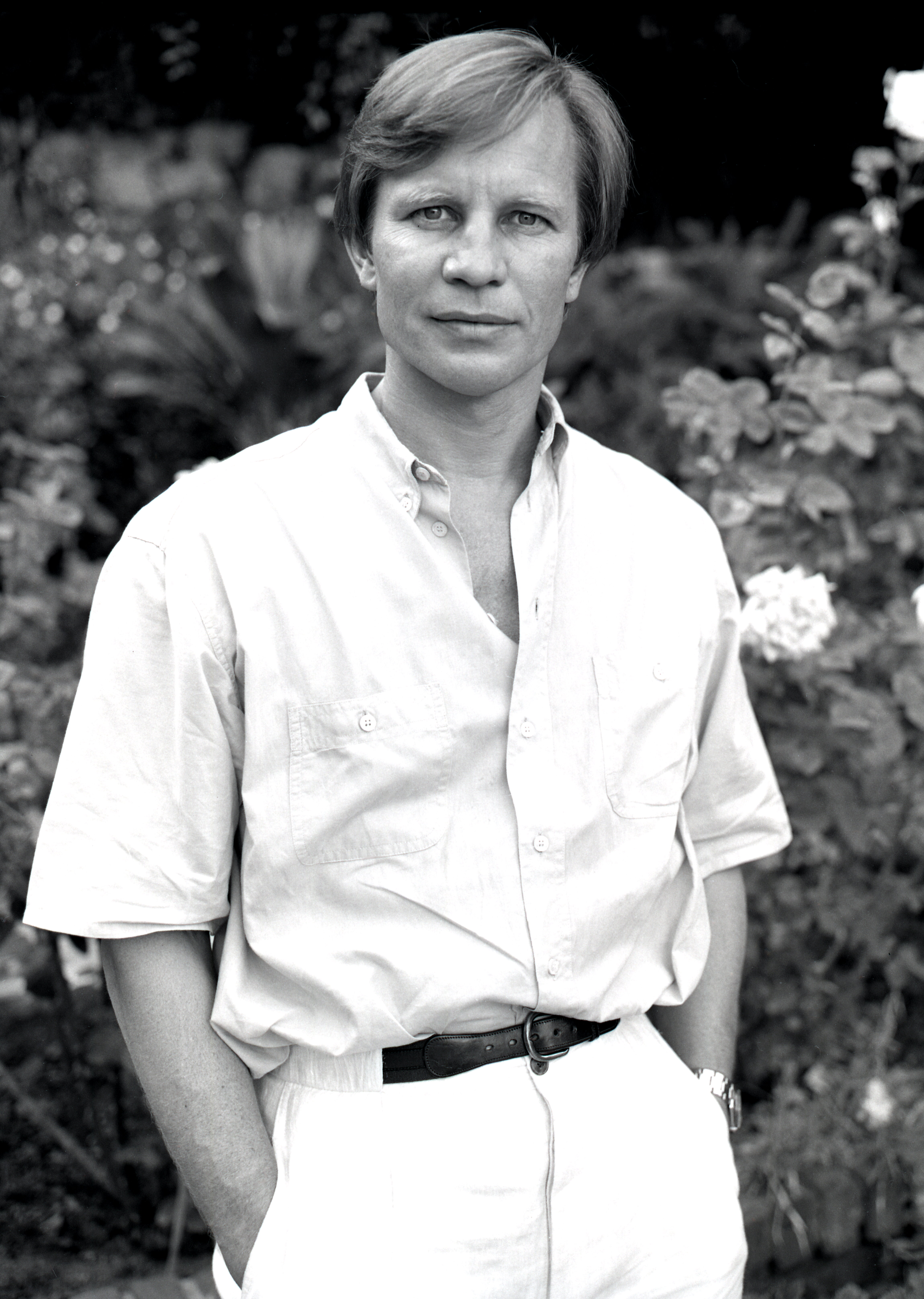
Michael York fotograferad av Allan Warren 1986.

Michael York, OBE, egentligen Michael Hugh Johnson, född 27 mars 1942 i Fulmer i Buckinghamshire, är en brittisk skådespelare.
York arbetade inom teatern innan han 1967 debuterade vid filmen. Han har medverkat i över 70 filmer, däribland i Romeo och Julia (1968), Cabaret (1972), De tre musketörerna (1973), Mordet på Orientexpressen (1974), Flykten från framtiden (1976) och filmserien om Austin Powers (1997–2002). York har nominerats till en Emmy Award två gånger.

## Filmografi (i urval)
- 1967 – Kraschen
- 1967 – Forsytesagan (TV-serie) (2 avsnitt)
- 1967 – Så tuktas en argbigga
- 1968 – Romeo och Julia
- 1969 – Justine i Alexandria
- 1971 – Flykten genom öknen
- 1972 – Cabaret
- 1973 – Bortom horisonten
- 1973 – De tre musketörerna
- 1974 – De fyra musketörerna
- 1974 – Mordet på Orientexpressen
- 1976 – Flykten från framtiden
- 1977 – Jesus från Nasaret (TV-serie)
- 1977 – Förvandlingens ö
- 1977 – Glöm inte kamelerna
- 1983 – Fantomen på Operan
- 1984 – Success Is the Best Revenge
- 1987 – Det våras för rymden
- 1989 - Tills vi möts igen (miniserie)
- 1995 – Seaquest DSV (TV-serie) (3 avsnitt)
- 1997 – Austin Powers: Hemlig internationell agent
- 1999 – The Omega Code
- 1999 – Austin Powers: The Spy Who Shagged Me
- 2002 – Austin Powers in Goldmember
- 2009 – Transformers: De besegrades hämnd

## Självbiografi
- Accidentally on Purpose  (USA), Pocket Books. ISBN 0-671-79591-0.

## Utmärkelser
- Officer av Brittiska imperieorden
- Mary Pickford Award[2]
- Danica Hrvatska-orden[3]
- Stjärna på Hollywood Walk of Fame
- Audie för bästa manliga uppläsare[4]

[Redigera Wikidata]